# Reine & Mimmi i fjällen!
Reine & Mimmi i fjällen! är en svensk komedifilm från 1997 i regi av Magnus Skogsberg. I titelrollerna ses Bertram Heribertson och Ing-Marie Carlsson.

## Handling
Mimmi börjar få nog, Reine bara jobbar och tittar på TV. Till slut måste Reine välja: antingen åker de på semester tillsammans eller så åker hon ensam, och då kan hon inte lova att hon kommer tillbaka. Reine väljer det första och bokar en fjällsemester. De flesta som de känner verkar ha valt att åka till samma ställe samtidigt.

## Om filmen
Filmen är fristående, men baserad på rollpersoner i TV-serien Tre Kronor, och tillåten från sju år. De flesta utomhusscenerna spelades in i Katrinabacken, Klövsjö. Reine och Mimmi i fjällen! hade premiär den 15 augusti 1997 och har visats på TV4 vid ett flertal tillfällen.
Filmen fick ett svalt mottagande, Svenska Dagbladets Jeanette Gentele konstaterade om filmen att det var "Inte ett dugg roligt", och DN:s "Biljetten" skrev att filmen "lämnade de flesta fullständigt iskalla".

## Rollista
- Bertram Heribertson – Reine Gustavsson
- Ing-Marie Carlsson – Mimmi Gustavsson
- Sanna Ekman – Katta Nilsson
- Sanna Bråding – Tanja Bengtsdotter
- Mi Ridell – Siri Norlander
- Per Graffman – Bängt Norlander
- Tomas Norström – Folke Nilsson
- Mercédesz Dinnyés – Olga Kudinova
- Witold Daniec – Andreij Molotov
- Ánte Mikkel Gaup – Emil Blind
- Göran Forsmark – Jonas Ingerskog
- Carl-Magnus Dellow – Conny Hermelin

## Musik i filmen
- Ge mig svar.
- In the Mountain, text Lotte Meinicke-Keller, musik George Keller, sång Lotte Meinicke-Keller, George Keller.
- Olgas sång, text Karin Gidfors, musik George Keller, sång Lotte Meinicke-Keller.
- Reine & Mimmis sång, text Ing-Marie Carlsson, musik George Keller, sång Ing-Marie Carlsson, Bertram Heribertson.
- Sista dansen, musik Monika Bring.
- Vinden, jojk Ánte Mikkel Gaup.